# 茲沃托雷亞縣

51°08′N 15°55′E / 51.133°N 15.917°E
茲沃托雷亞縣（波蘭語：Powiat złotoryjski），是波蘭的縣份，位於該國西南部，由下西里西亞省負責管轄，首府設於茲沃托雷亞，面積575平方公里，2006年人口45,744，人口密度每平方公里79人。